# Michel Nollet (vakbondsbestuurder)
Michel Nollet (Corroy-le-Grand, 2 juli 1939) is een Belgisch voormalig syndicalist en voorzitter van het ABVV.

## Levensloop
Michel Nollet groeide op in een landbouwersgezin en ging vervolgens aan de slag als draaier, achtereenvolgens bij SABCA, Philips en de papierfabrieken van Genval. In 1963 werd hij lid van de ondernemingsraad en syndicaal afgevaardigde. Hij engageerde zich in deze periode in de MPW en volgde lessen aan de Arbeidershogeschool. In 1969 ging hij aan de slag als propagandist bij de Algemene Centrale (AC) Waals-Brabant. In 1972 werd hij gewestelijk secretaris van deze vakcentrale.
In 1991 werd hij algemeen secretaris en het jaar daarop voorzitter van de AC. Op 28 september 1995 volgde hij François Janssens op aan de top van de socialistische vakbond ABVV. In mei 2002 ging hij met pensioen.
Van 1995 tot 2002 was hij lid van de regentraad van de Nationale Bank van België.